# Plan de Ordenación del Territorio de la Costa del Sol Occidental
El Plan de Ordenación del Territorio de la Costa del Sol Occidental, es un instrumento de ordenación territorial que establece los elementos básicos para la organización y estructura de la comarca de la Costa del Sol Occidental (España), siendo el marco de referencia territorial para los PGOUs municipales y para las actuaciones con incidencia en la ordenación del territorio.
Redactado por la Consejería de Obras Pública de la Junta de Andalucía, fue aprobado por decreto 142/2006, de 18 de julio y publicado en el BOJA Nº 196 de 09/10/2006.
Como elemento novedoso, el plan introduce el concepto de Ciudad del Sol, en referencia a la conurbación que forman los municipios costeros de esta parte de la Costa del Sol.